# Thérapie au flumazénil
Le flumazénil est un antagoniste sélectif des récepteurs GABAA qui agit à la fois comme un antagoniste et un antidote aux benzodiazépines par inhibition compétitive au site de liaison des benzodiazépines. Caractérisé pour la première fois en 1981 et commercialisé en 1987, le flumazénil est devenu un outil important en médecine d'urgence et en anesthésie pour inverser la sédation induite par les benzodiazépines et traiter le surdosage de benzodiazépines. Son début d'action rapide, généralement dans les 1 à 5 minutes suivant l'administration intraveineuse, en fait un outil particulièrement précieux dans les situations de soins aigus.
Les applications thérapeutiques du flumazénil vont au-delà des situations d'urgence. Il a montré des résultats prometteurs dans la gestion du syndrome de sevrage prolongé des benzodiazépines, l'inversion de l'anesthésie et potentiellement le traitement d'autres affections telles que l'encéphalopathie hépatique ou l'hypersomnolence réfractaire. La capacité du flumazénil à antagoniser les effets des benzodiazépines sur le système nerveux central sans produire d'effets indésirables significatifs a fait de lui un sujet de recherche continue dans divers domaines médicaux,.

## Syndrome de sevrage aux benzodiazépines
La thérapie au flumazénil a montré des résultats prometteurs dans le traitement du syndrome de sevrage aux benzodiazépines (SSB). Plusieurs études ont démontré que le flumazénil peut réduire efficacement les symptômes de sevrage chez les patients arrêtant l'utilisation des benzodiazépines,,. Le mécanisme d'action serait lié à la capacité du flumazénil à réinitialiser la sensibilité altérée des récepteurs GABA-A causée par une utilisation prolongée des benzodiazépines,. Cet effet pharmacologique permet au flumazénil d'atténuer à la fois les symptômes de sevrage aigus et prolongés.
Les essais cliniques ont montré une diminution notable de l'intensité du sevrage, des envies de consommation et de la détresse psychologique chez les patients ayant reçu un traitement au flumazénil,,. Cette thérapie semble particulièrement efficace chez les personnes dépendantes aux benzodiazépines à fortes doses ou présentant des symptômes de sevrage persistants après l'arrêt du traitement,,. Le traitement par flumazénil a également été associé à des taux plus élevés de réussite dans l'arrêt des benzodiazépines et à une réduction des symptômes post-sevrage par rapport aux méthodes de sevrage progressif conventionnelles,.
Cependant, il est important de noter que la thérapie au flumazénil pour le SSB nécessite une supervision médicale attentive en raison de sa courte demi-vie et des risques potentiels chez les patients tolérants aux benzodiazépines,. Bien que prometteuse, une recherche clinique plus approfondie est nécessaire pour établir des protocoles standardisés et évaluer son efficacité à long terme,. Malgré ces considérations, la thérapie au flumazénil représente une approche novatrice et potentiellement précieuse pour la gestion du sevrage aux benzodiazépines, en particulier chez les patients ayant des difficultés avec les méthodes de sevrage progressif traditionnelles.

### Injections intraveineuses et sous-cutanées
Le flumazénil peut être administré par voie intraveineuse (IV) et sous-cutanée (SC) pour le traitement du SSB. L'administration IV a été largement étudiée, avec plusieurs essais démontrant son efficacité dans la réduction des symptômes de sevrage,,. L'infusion intraveineuse continue sur plusieurs jours a montré un potentiel particulier dans la gestion du sevrage aigu et la prévention de la récidive des symptômes,. Plus récemment, l'infusion sous-cutanée est apparue comme une méthode alternative, offrant des avantages tels qu'une administration plus facile, une meilleure mobilité des patients et potentiellement moins de complications par rapport à l'infusion intraveineuse,,. Des études ont montré que l'infusion sous-cutanée de flumazénil via des pompes élastomériques peut maintenir des concentrations adéquates et constantes du médicament, réduisant efficacement les symptômes de sevrage tout en étant bien tolérée par les patients,,. Les voies IV et SC semblent toutes deux efficaces, le choix dépendant souvent du contexte clinique, des facteurs liés au patient et des préférences du praticien.

### Dosage et administration
Le dosage du flumazénil pour le traitement du SSB varie selon les études, mais implique généralement une administration continue à faible dose sur plusieurs jours. Les protocoles IV utilisent généralement des doses allant de 0,1 à 2 mg par heure, avec des doses quotidiennes totales de 1 à 8 mg,,. Les études sur l'infusion sous-cutanée ont rapporté des succès avec des doses d'environ 1 mg par jour administrées de manière continue sur 7 jours,. Certains protocoles combinent l'infusion de flumazénil avec des doses décroissantes de benzodiazépines orales pour mieux gérer les symptômes de sevrage. La durée du traitement varie généralement de 4 à 7 jours, bien que des périodes plus longues aient été rapportées pour les patients présentant une dépendance sévère ou des symptômes de sevrage prolongés,,. Il est crucial de noter que le dosage doit être individualisé en fonction de la réponse du patient et être étroitement surveillé en raison de la courte demi-vie du flumazénil et du risque de réapparition des symptômes de sevrage,.

### Résultats et efficacité
Les études évaluant la thérapie au flumazénil pour le SSB ont rapporté des résultats généralement positifs. Les patients traités par flumazénil connaissent souvent des réductions significatives de la gravité des symptômes de sevrage, mesurées à l'aide d'échelles standardisées telles que l'échelle de sevrage des benzodiazépines (SSB),,. Des améliorations ont été observées dans les symptômes physiques, la fonction cognitive et la détresse psychologique,,. Le traitement par flumazénil a été associé à des taux plus élevés de réussite dans l'arrêt des benzodiazépines par rapport aux méthodes de sevrage progressif conventionnelles, certaines études rapportant des taux d'abstinence compris entre 46,2 % et 61,5 % lors du suivi à trois mois,. De plus, les patients traités par flumazénil rapportent souvent une réduction des envies de consommation et une amélioration du bien-être général,. Bien que ces résultats soient prometteurs, il est important de noter que la plupart des études ont été relativement petites et de courte durée. Des essais contrôlés randomisés plus vastes et à long terme sont nécessaires pour établir pleinement l'efficacité et le profil de sécurité de la thérapie au flumazénil pour le SSB,.

## Hypersomnolence réfractaire
Le flumazénil a montré des résultats prometteurs dans le traitement des troubles de l'hypersomnie réfractaire, en particulier l'hypersomnie idiopathique (HI) et la narcolepsie,,. Cette application novatrice a été découverte par des chercheurs de l'Université Emory en 2012, lorsqu'ils ont constaté que le liquide céphalo-rachidien des patients hypersomniaques augmentait la fonction des récepteurs GABA-A, un effet qui a été inversé par le flumazénil. Les études suivantes ont montré des résultats prometteurs dans le traitement des patients souffrant de divers troubles centraux de l'hypersomnie, y compris l'hypersomnie idiopathique et la narcolepsie, qui n'avaient pas répondu de manière adéquate aux médicaments classiques favorisant l'éveil,.
Une revue rétrospective des dossiers de 153 patients traités par flumazénil sublingual ou transdermique a démontré que 63 % des patients ont rapporté un bénéfice symptomatique, avec 39 % présentant une amélioration clinique soutenue sur une période moyenne de 7,8 mois. Le score moyen de l'échelle de somnolence d'Epworth (ESS) parmi les répondants est passé de 15,1 à 10,3, ce qui indique une réduction significative de la somnolence diurne,. Il est intéressant de noter que les patientes de sexe féminin, ainsi que celles présentant de l'inertie du sommeil, avaient plus de chances de répondre favorablement au traitement par flumazénil. Bien que les événements indésirables aient été fréquents, ils étaient généralement légers et transitoires, avec seulement un petit pourcentage de patients arrêtant le traitement en raison des effets secondaires,.
Malgré ces résultats encourageants, les chercheurs soulignent la nécessité d'études prospectives et contrôlées pour établir la sécurité et l'efficacité à long terme du flumazénil dans le traitement de l'hypersomnie,. Le mécanisme par lequel le flumazénil améliore l'éveil chez ces patients n'est pas entièrement compris, car il n'a généralement pas d'effet stimulant l'éveil chez la plupart des individus. L'identification du mystérieux « somnogène » dont le flumazénil contrecarre les effets pourrait fournir des informations précieuses sur la régulation du sommeil et de l'éveil. À mesure que la recherche progresse, le flumazénil pourrait offrir de l'espoir aux patients souffrant d'hypersomnie réfractaire au traitement, qui ont peu d'options avec les thérapies conventionnelles,.

## Encéphalopathie hépatique
Les recherches sur l'utilisation du flumazénil dans le traitement de l'encéphalopathie hépatique (EH) ont montré des résultats mitigés mais généralement positifs. Le flumazénil a démontré des effets bénéfiques à court terme dans l'amélioration des symptômes de l'EH chez les patients atteints de cirrhose,. Plusieurs études ont révélé que le flumazénil peut entraîner des améliorations cliniques et électroencéphalographiques chez les patients atteints d'EH aiguë, en particulier chez ceux présentant une encéphalopathie associée à des hémorrhagies,. Le médicament semble être le plus efficace chez les patients présentant des stades plus avancés de l'EH, probablement en raison de concentrations accrues de ligands benzodiazépiniques dans ces cas.
Cependant, les preuves globales de l'efficacité du flumazénil dans le traitement de l'EH sont de faible qualité, et ses effets sur la mortalité restent flous,. Bien que certaines études aient montré des améliorations des stades d'encéphalopathie portosystémique et des scores aux tests de connexions de nombres, d'autres n'ont trouvé aucun effet significatif sur la mortalité toutes causes confondues,. La courte durée d'action du médicament (quelques heures) et la nécessité d'une administration intraveineuse limitent son utilisation pratique. Malgré ces limitations, il a été constaté que le flumazénil est généralement sûr, avec peu d'effets secondaires rapportés, même à des doses plus élevées. Des recherches supplémentaires, en particulier des essais cliniques randomisés de grande envergure et de haute qualité, sont nécessaires pour évaluer pleinement les bénéfices et les risques potentiels du flumazénil chez les personnes atteintes de cirrhose et d'encéphalopathie hépatique.